# Larwill
Larwill est une municipalité américaine située dans le comté de Whitley en Indiana.

## Géographie
Larwill se trouve dans le township de Richland (en), à l'ouest de Columbia City.
Selon le Bureau du recensement des États-Unis, la municipalité s'étend en 2010 sur une superficie de 0,22 mille carré (0,57 km2).

## Histoire

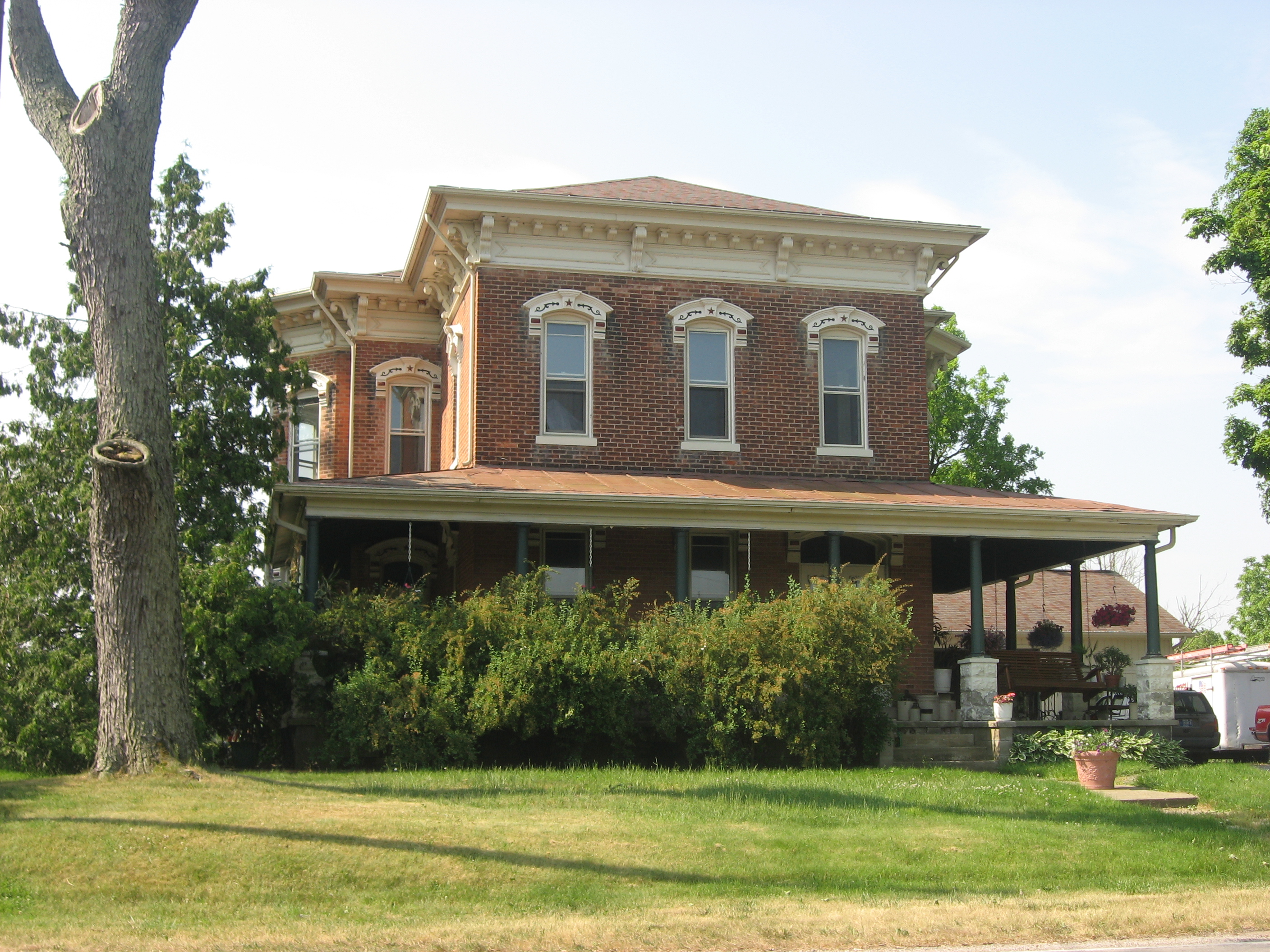
La maison du Souder.

Fondée en 1854, la localité s'appelle d'abord Huntsville, en l'honneur du tavernier Truman Hunt,. Elle est par la suite renommée d'après Joseph et William Larwill, deux ingénieurs du chemin de fer. Le bureau de poste de Larwill ouvre en 1866,. Plusieurs commerces s'installent dans le centre de Larwill, qui reste cependant une petite communauté rurale,.
La maison du docteur Christopher Souder, construite en 1877 dans un style italianisant, est inscrite au Registre national des lieux historiques.

## Démographie
Lors du recensement de 2010, sa population est de 283 habitants.
Selon l'American Community Survey de 2018, Larwill a une population légèrement plus jeune que la moyenne américaine, avec un âge médian de 34 ans (contre 38 ans à l'échelle du pays). Sa population est blanche à plus de 96 % et parle l'anglais à la maison dans 98 % des cas, les autres foyers parlant espagnol. Son niveau d'éducation est par ailleurs inférieur au pays, la ville ne comptant que peu de diplômés de l'université et  moins d'adultes diplômés d'une high school que les États-Unis dans leur ensemble (80 % contre 88 %).